# Shirasaki Ryohei
Shirasaki Ryōhei (白崎 凌兵 (Bạch Kỳ Lăng Binh) Shirasaki Ryōhei, sinh ngày 18 tháng 5 năm 1993) là một cầu thủ bóng đá người Nhật Bản thi đấu cho Shimizu S-Pulse.

## Thống kê sự nghiệp

### Câu lạc bộ
Cập nhật đến ngày 23 tháng 2 năm 2018.
| Thành tích câu lạc bộ | Thành tích câu lạc bộ | Thành tích câu lạc bộ | Giải vô địch | Giải vô địch | Cúp                   | Cúp                   | Cúp Liên đoàn | Cúp Liên đoàn | Tổng cộng | Tổng cộng |
| Mùa giải              | Câu lạc bộ            | Giải vô địch          | Số trận      | Bàn thắng    | Số trận               | Bàn thắng             | Số trận       | Bàn thắng     | Số trận   | Bàn thắng |
| Nhật Bản              | Nhật Bản              | Nhật Bản              | Giải vô địch | Giải vô địch | Cúp Hoàng đế Nhật Bản | Cúp Hoàng đế Nhật Bản | J. League Cup | J. League Cup | Tổng cộng | Tổng cộng |
| --------------------- | --------------------- | --------------------- | ------------ | ------------ | --------------------- | --------------------- | ------------- | ------------- | --------- | --------- |
| 2012                  | Shimizu S-Pulse       | J1 League             | 7            | 0            | 2                     | 4                     | 6             | 1             | 15        | 5         |
| 2013                  | Shimizu S-Pulse       | J1 League             | 1            | 0            | 0                     | 0                     | 0             | 0             | 1         | 0         |
| 2013                  | Kataller Toyama       | J2 League             | 13           | 4            | 1                     | 2                     | -             | -             | 14        | 6         |
| 2014                  | Kataller Toyama       | J2 League             | 37           | 1            | 2                     | 0                     | -             | -             | 39        | 1         |
| 2015                  | Shimizu S-Pulse       | J1 League             | 20           | 2            | 0                     | 0                     | 2             | 1             | 22        | 3         |
| 2016                  | Shimizu S-Pulse       | J2 League             | 35           | 8            | 1                     | 0                     | -             | -             | 36        | 8         |
| 2017                  | Shimizu S-Pulse       | J1 League             | 24           | 3            | 0                     | 0                     | 2             | 0             | 26        | 3         |
| Tổng                  | Tổng                  | Tổng                  | 137          | 18           | 6                     | 6                     | 10            | 2             | 153       | 26        |